# (523662) 2012 MU2
(523662) 2012 MU2 est un astéroïde Apollon et aréocroiseur, classé comme potentiellement dangereux.

## Caractéristiques physiques
2012 MU2 a une taille estimée entre 130 à 410 mètres.

## Passage près de la Terre
Le 15 mai 2015 à 6 h 20 TU, 2012 MU2 est passé à 44,70 fois la distance Terre-Lune.